# Der Utilitarismus
Der Utilitarismus bzw. Utilitarismus (engl. Originaltitel Utilitarianism) heißt ein 1861 erstmals veröffentlichter Text des englischen Philosophen John Stuart Mill (1806–1873). Er erläutert hierin seine Variante des Utilitarismus und verteidigt sie gegen Vorwürfe.

## Entstehungsgeschichte
Die ethische Position des Utilitarismus war seit dem späten 18. Jahrhundert insbesondere von Jeremy Bentham, aber auch von dessen Freund und John Stuarts Vater James Mill, entwickelt und verbreitet worden. James Mill erzog seinen ersten Sohn privat und schottete ihn als Kind systematisch von Gleichaltrigen ab, um ihn vor schlechten Einflüssen zu schützen. John Stuart wurde so schon früh zu einem vielseitig gebildeten Intellektuellen, der sich insbesondere mit dem Utilitarismus auseinandergesetzt hatte. Sein Verhältnis zu seinem Vater und auch zu dessen Philosophie blieb jedoch psychologisch komplex vorbelastet. Als 14-Jähriger verbrachte er ein Jahr in Frankreich bei Jeremy Benthams Bruder Samuel und schrieb bereits über die utilitaristischen Werke Benthams und seines Vaters. Nach seinem Studium verfasste er in den 1830ern mehrere Essays, die sich kritischer mit der von Bentham und seinem Vater vertretenen Variante des Utilitarismus auseinandersetzten. Nachdem er sich in den folgenden Jahren stärker auf seine theoretische Philosophie und Ökonomie konzentrierte, begann er Mitte der 1850er, sich wieder stärker mit politischer Philosophie zu beschäftigen. 1859 veröffentlichte er den Text On Liberty, 1861 dann den Text Utilitarianism, zunächst im Frasers Magazine, zwei Jahre später auch als Buch. Das letzte Kapitel des Buches war ursprünglich als unabhängiger Essay geplant und wurde erst später in das Werk eingearbeitet. Späteren Auflagen wurden von Mill nur kleinere Änderungen hinzugefügt.

## Inhalt
Der verhältnismäßig kurze Text gliedert sich in fünf Kapitel. Zunächst stellt Mill seine Theorie in der Einleitung in einen Gesamtzusammenhang der moralphilosophischen Debatte überhaupt. Im zweiten Kapitel erläutert er sein Verständnis des Utilitarismus, im dritten und vierten Kapitel geht er auf die Frage der Letztbegründung moralphilosophischer Systeme im Allgemeinen und des Utilitarismus im Besonderen ein und im letzten Kapitel stellt er einen Zusammenhang zum Begriff der Gerechtigkeit her.

### Einleitung
Die Frage, welches das höchste Gut (summum bonum) und welches das erste Prinzip (first principle) der Moral sei, treibe die Philosophie seit ihren Ursprüngen an. Mill behauptet, bereits Platon habe diesbezüglich eine utilitaristische Position vertreten. Kant habe dagegen das allgemeine Vernunftsgesetz als erstes Prinzip angesetzt, sei aber dabei „schon fast grotesk“ gescheitert, hieraus wirkliche moralische Regeln abzuleiten. Mill möchte die utilitaristische Theorie erklären und beweisen, wobei ein Beweis nur in dem Sinne möglich sei, eine strittige Aussage aus einer unstrittigen Aussage herzuleiten.

### Darlegung des Utilitarismus
Die grundlegende These des Utilitarismus ist das Prinzip des größten Glücks: Eine Handlung ist genau dann richtig, wenn sie das Glück fördert, und falsch, wenn sie das Gegenteil tut. Mit Glück sei hierbei Freude und die Abwesenheit von Schmerz gemeint. Es sei seine Theorie des Lebens (theory of life), dass außer Freude und Freiheit von Schmerz nichts für sich selbst erstrebenswert sei. Wer eine solche Theorie nur Schweinen für würdig halte, der stelle sich selbst in ein schlechtes Licht, weil er behaupte, dass den Menschen nicht qualitativ hochwertigere Quellen der Freude zugänglich seien als Schweinen. Tatsächlich sei es mit dem Utilitarismus durchaus kompatibel, dass einige Quellen der Freude wertvoller seien als andere. Mill bietet einen Test an, um den Wert zweier Freuden zu vergleichen: Wenn eine Person (geistig, körperlich) in der Lage ist, zwei Freuden zu erleben, und nachdem sie beide erlebt hat, einer den klaren Vorzug gibt, dann sei diese Freude wertvoller als die andere. So werde sich immer ergeben, dass diejenigen Freuden vorzugswürdig sind, die intellektuell ansprechender seien. Da die Voraussetzung für das Erleben solcher Freuden hohe geistige Kapazitäten sind, sei es besser ein unzufriedener Sokrates zu sein, als ein zufriedener Dummkopf. Hierbei sei zu beachten, dass sich Personen gegen das intellektuelle Vergnügen entscheiden, weil das körperliche Vergnügen näher liegt. Diese Personen seien dann aber nicht – oder nicht mehr – auf der nötigen intellektuellen Höhe, um kompetente Beurteiler (competent judges) zu sein.
Die Verwirklichung des Glücks sei als permanenter Zustand überhaupt unmöglich. Jedoch gehe es dem Utilitarismus auch nur um ein quantitatives und qualitatives Maximum an möglichem Glück – dies sei auch für jeden Menschen ein akzeptables Ziel. Der Utilitarismus führe zu einer Vermehrung der Bildung und des Wissens und auch zu einer Vermehrung etwa der Nächstenliebe. Nur seien solche Ziele im Utilitarismus nicht selbst ein Gut, sondern ein notwendiges Mittel zur Vermehrung des Glücks.
Mill diskutiert auch den Vorwurf, es sei eine zu hohe Anforderung, bei allen Handlungen stets den gesamtgesellschaftlichen Nutzen im Auge haben zu sollen. Dies sei bei keiner Moraltheorie gefordert und auch tatsächlich unrealistisch. Dennoch seien auch solche Handlungen richtig, die nicht aus moralischer Motivation heraus getätigt werden, trotzdem aber das Glück zumindest nicht mindern. Das moralische Urteil über eine Handlung soll laut Mill davon abhängen, ob die handelnde Person eine Vermehrung oder Verminderung des Glücks beabsichtigt habe.
Um den utilitaristischen Anforderungen gerecht zu werden, sei es richtig, sich Tugenden anzueignen. Dies verhindere die Nachlässigkeit in Bezug auf moralisches Handeln; insofern ist es eine moralisch richtige Handlung, sich Tugenden anzueignen. Es bleibt an dieser Stelle unklar, ob Mill insgesamt als Aktutilitarist oder Regelutilitarist zu betrachten ist.
Ein verwandter Vorwurf zur moralischen Überforderung des Einzelnen ist der der praktischen Überforderung. Es sei nicht möglich die Folgen aller Handlungen hinreichend genau abzuschätzen und gegeneinander abzuwägen. Mill antwortet hierauf, dass die Menschheit seit Beginn ihrer Existenz Erfahrungen mit den Folgen menschlichen Handelns gemacht habe und aus diesem Erfahrungswissen schöpfen könne. Die Abwägung aller Folgen ist nur die veranschaulichende Darstellung der utilitaristischen Forderung und muss nicht wirklich detailliert ausgeführt werden.

### Motivation zum utilitaristischen Handeln
Die Frage nach dem Grund unserer Verpflichtung moralisch zu handeln ist bei Mill identisch mit der Frage, wodurch wir zu diesen Handlungen motiviert werden. Wie in allen anderen Moraltheorien werde die handelnde Person im Utilitarismus durch externe und interne Beweggründe angetrieben. Mit externen Beweggründen sind die Hoffnung auf Anerkennung und Lob und die Angst vor Bestrafung durch andere Menschen oder auch durch Gott gemeint. Außerdem zählt hierzu unser natürliches Mitfühlen mit Anderen. Der interne Beweggrund besteht im Pflichtgefühl. Dieses, so Mill, speise sich aus einer sehr komplexen Mischung aus Erfahrungen und Gefühlen. Dennoch gebe es eine natürliche Gemeinsamkeit aller Menschen: Alle Menschen müssen über soziale Gefühle verfügen und sich selbst als Teil einer Gemeinschaft verstehen. Da Menschen kooperieren und kollektiv handeln müssen (um sich Vorteile zu verschaffen), identifizieren sie auch ihre Ziele miteinander. Durch die Bildung der Gemeinschaft wird es zunehmend gewöhnlicher, die Ziele Anderer mitzuverfolgen und Menschen nehmen irgendwann ganz selbstverständlich aufeinander Rücksicht. So wird es durch politischen Fortschritt laut Mill zur Pflicht, eine Einheit mit den übrigen Menschen zu bilden. Dies wird auch etwa durch Religion und Bildung weiterverbreitet.

### Beweis des Nützlichkeitsprinzips
Ein Beweis eines endgültigen Ziels im Sinne einer logischen Erschließung sei nicht möglich, so Mill. Im Gegenteil:

„The only proof capable of being given that an object is visible, is that people actually see it. [...] In like manner, I apprehend, the sole evidence it is possible to produce that anything is desirable, is that people actually do desire it.“

Der Beweis für den Utilitarismus könne also lediglich lauten, dass schließlich alle Menschen ihr eigenes Glück wünschen. Nun wünschen Menschen aber neben Glück auch noch beispielsweise Tugenden. Jedoch ist dies auch Mills Utilitarismus zufolge etwas Erstrebenswertes, da Tugenden ja zum Gemeinnutzen beitrügen. Und schließlich gäbe es wenige Quellen des Glücks, wenn nicht auch Dinge für erstrebenswert gehalten würden, die zum Glück beitragen oder in einer engen Verbindung dazu stehen. Nur das Glück werde aber wirklich als solches gewünscht.

### Nützlichkeit und Gerechtigkeit
Mill betrachtet Gerechtigkeit als Gefühl oder Instinkt, der genau wie Instinkte bei Tieren prinzipiell fehlbar sei. Andererseits verlasse sich die Menschheit auch in anderen Fragen, in denen sonst keine Evidenzen verfügbar sind, auf subjektive Gefühle. Folgende Aspekte sind laut Mill Teil unseres Gerechtigkeitsempfindens:
- das Befolgen der Gesetze, wobei diese Intuition zumindest unklar werden kann, wenn die Gesetze gegen andere Gerechtigkeitskriterien verstoßen
- die moralischen Rechte jeder Person, die durch Gesetze nicht verletzt werden sollen
- die austeilende Gerechtigkeit, nach der jede Person bekommen solle, was ihr zusteht
- die Vertragstreue und die Ablehnung des Ausnutzens von Gutgläubigkeit
- die Neutralität des Rechtssystems und die Gleichheit vor dem Gesetz

Unter einer Pflicht versteht Mill alles, was von Menschen abverlangt werden kann und dessen Nichtbeachtung bestraft wird – sei es durch Gerichte oder nur durch Missbilligung der Mitmenschen. Demgegenüber gebe es auch Handlungen, die wir uns von Anderen zwar wünschen, aber nicht von ihnen verlangen könnten. Falsch nennen wir diejenigen Handlungen (oder Handlungsunterlassungen), von denen wir meinen, dass sie bestraft werden sollten. Mill unterscheidet zwischen vollkommenen und unvollkommenen Pflichten: Vollkommen sind diejenigen Pflichten, die das Gegenüber vom Handelnden einfordern kann. Unvollkommene Pflichten können nicht von einer bestimmten Person eingefordert werden, sondern müssen nur in irgendwelchen Situationen erfüllt werden (wie z. B. Spenden). Gerechtigkeit beziehe sich nun nur auf die vollkommenen Pflichten.
Das Gefühl der Gerechtigkeit, so Mill, habe zwei Zutaten: Den Wunsch, den Ungerechten zu bestrafen, und das Wissen, dass jemandem (ungerechterweise) geschadet wurde. Der Wunsch nach Bestrafung entstehe aus dem Impuls zur Selbstverteidigung und der Empathie. Dieser Wunsch nach Vergeltung sei an sich nicht moralisch, wohl aber seine Verwendung im sozialen Gefüge, da so dem kollektiven Interesse gedient werde.
Ein Recht ist für Mill einfach etwas, bei dessen Verletzung jemandem ein Schaden zugefügt wird, wofür der Verursacher des Schadens bestraft werden soll. Rechte sollen von der Gesellschaft geschützt werden, da so das Nützlichkeitsprinzip befolgt werde.
Gerechtigkeit sei, so Mill, ein Name für eine Klasse von sozialen Nutzeneffekten, die in der Theorie des Utilitarismus einen hohen Stellenwert einnehmen, da aus einer gerechten Gesellschaft ein großer Nutzen für alle erwächst. Er gesteht jedoch zu, dass es in bestimmten Situationen möglicherweise besser oder sogar geboten sei, gegen Prinzipien der Gerechtigkeit zu verstoßen – etwa zu stehlen, um so ein Leben zu retten. Dann sei jedoch gewöhnlich auch nicht von einer ungerechten Handlung die Rede, sondern davon, dass es in diesem Einzelfall gerecht sei so zu handeln.